# 123
Năm 123 là một năm trong lịch Julius. 